# UD Lanzarote
UD Lanzarote (offiziell: Unión Deportiva Lanzarote) ist ein spanischer Fußballverein, der aktuell in der Gruppe 12 der Tercera División, der vierthöchsten spanischen Spielklasse, spielt. Der Verein ist in Arrecife beheimatet. Seine Heimspiele trägt der Verein im 7.000 Zuschauer fassenden Ciudad Deportiva de Lanzarote aus.

## Geschichte
Unión Deportiva Lanzarote entstand im August 1970 durch eine Fusion mehrerer lokaler Vereine, mit dem Ziel, eine gemeinsame starke Mannschaft zu bilden. In ihren Anfängen spielte die Mannschaft noch auf vulkanischem Granulat (spanisch picón), bis sie schließlich auf FIFA-zugelassenen Kunstrasen umzogen.
In seiner ersten Saison 1970/71 gewann die Mannschaft die Segunda Regional Insular, die zweithöchste regionale Spielklasse. Danach spielte der Verein mehrere Jahre lang in niederklassigen regionalen Ligen, bis man im Jahr 1980 erstmals in die Tercera División aufstieg.
Bereits in der ersten Saison dort konnte sich der Verein mit einem fünften Platz etablieren und konnte sich zugleich erstmals für die Copa del Rey qualifizieren. Dort erreichte das Team gegen UD Las Palmas im Hinspiel ein 0:0-Unentschieden, im Rückspiel unterlag man jedoch deutlich mit 0:5.
In der Saison 1998/99 stieg der Verein dank eines dritten Platzes zum ersten Mal in die drittklassige Segunda División B auf. Der Aufenthalt in der Liga war allerdings nur kurz, denn in der darauffolgenden Saison stieg man direkt wieder ab.
Von der Saison 2001/02 an festigte Lanzarote seine Position in der Segunda División B. In einem Pokalspiel gegen CD Tenerife schoss Maciot einen Hattrick beim 5:1-Überraschungssieg vor 5000 Lanzarote-Fans und wurde damit zur Vereinslegende. Der Lohn dafür war ein Aufeinandertreffen mit dem Erstligisten Real Madrid mit Spielern wie Raúl González Blanco, Luís Figo und Zinedine Zidane, bei dem über 12.000 Zuschauer dabei waren. Nach der frühen Führung des Favoriten glich Oscar Vladamir aus und sicherte sich damit seinen Platz in der Fußball-Geschichte, aber der Club verlor letztendlich trotzdem mit 1:3.
Lanzarote beendete die Saison 2002/03 auf dem dritten Platz, wodurch sie zum ersten Mal die Play-off-Runde für die Segunda División erreichten. Im Pokal verlor der Verein gegen Atlético Madrid durch ein spätes Tor von Fernando Torres mit 1:2.
2003/04 war Lanzarotes beste Saison, als Meister kamen sie wieder in die Play-offs. Auch in dieser Saison zeigten sie wieder eine gute Leistung im Pokal, diesmal gegen den FC Sevilla. Sevillas Manager Joaquín Caparrós weigerte sich, seine Mannschaft auf dem Kunstrasen von Lanzarote spielen zu lassen, und so fand das Spiel auf Gran Canaria statt. Vor über 5000 Zuschauern verlor UD Lanzarote durch ein Tor von Júlio Baptista.
Im Pokal 2004/05 besiegte Lanzarote RCD Mallorca mit 2:1 und schlug im Hinspiel auch den Spitzenverein Athletic Bilbao, ebenfalls mit 2:1. Durch ein 0:6 im Rückspiel im San Mamés-Stadion in Bilbao verpasste man jedoch das Viertelfinale. Von 2004 bis 2009 landete Lanzarote immer im Mittelfeld der Liga, bis sie in der Saison 2009/10 als Zwanzigster abstiegen. Seit der Saison 2010/11 spielt der Verein in der Tercera División.

## Trainer
- José Luis Mendilibar (2002–2004)

## Spieler
- Daniel Cifuentes (2003–2004)
- Fredrik Söderström (2005)
- Yeray Ortega Guarda (2006–2008)
- Ignacio Rodríguez Ortiz (2007–2008)